# Эскортные авианосцы типа «Сэнгамон»
Авианосцы типа «Сэнгамон» — серия из четырёх эскортных авианосцев ВМС США. Представляли собой переоборудованные танкеры. Участвовали во Второй мировой войне. После ввода в состав флота служили в Атлантике, затем были переведены на тихоокеанский ТВД.

## История создания
Испытывая острую нехватку авианесущих кораблей, флот, кроме размещений заказов на строительство новых, принялся переоборудовать под них гражданские суда — в основном корпуса транспортов «С3». Вместе с ними в начале 1942 года приступили к перестройке 4-х эскадренных танкеров, ими были «Сэнгамон» «Шенанго»(Ченанго?), «Сенти» и «Суони» 

Это были бывшие нефтеналивные танкеры типа «Т3» строившиеся по заказу Морской комиссии, но достроенные в качестве эскадренных танкеров ВМС. Работы выполнялись с февраля по август 1942 года. Военные хотели перестроить гораздо большее количество танкеров, но уже тогда стала очевидна нехватка танкерного флота из-за подводной войны развернувшейся на просторах Атлантики. Вместо них стали строить более дешёвые эскортные авианосцы типа «Касабланка».

## Конструкция
Размер полётной палубы 153х25,9 метра, ангар 60,4х21 метра высотой 5,33 м 

2 элеватора — 10,4х12,8 метра грузоподъёмностью — 6,3 тонны, 1 катапульта типа H-II (во время модернизации в конце 1944 года была добавлена вторая). 

На всех кораблях установлена РЛС SG и SC, а также радиомаяки YE. 

Как танкер мог принять 12 876 тонн нефти. Но реально больше 4 780 тонн не заливали (на них при 15 узловой скорости корабль мог пройти 24 000 миль).
В 1945 году мог транспортировать 673 100 литров авиабензина.

## В годы войны
8 ноября 1942 года все 4 авианосца участвовали в операции «Торч». При этом типичная авиагруппа на борту состояла из 14 истребителей F4F «Уайлдкэт», 8 бомбардировщиков-торпедоносцев TBF «Эвенджер» и 9 пикирующих бомбардировщиков SBD «Доунтлесс».
За время службы в Атлантике, авиагруппа с «Сенти» записала на свой счет 3 потопленных подводных лодки. (U-43, U-160, U-509).
При высадке на Филиппины авианосцы входили в оперативную группу 77.4 (18 авианосцев, свыше 500 самолётов, в различные подразделения Таффи; их задачей, было прикрывать действия десантных групп 7-о флота (свыше 400 судов).
24 октября ОГ 77.4 была обнаружена и атакована кораблями адмирала Курито. Таффи попытались оторваться, японцы не стали их преследовать. 
Утром 25 октября одиночный самолёт внезапно спикировал из облаков на «Сенти». В 7.45, самолёт, пробив переднюю часть полётной палубы, взорвался в ангаре. Погибло 16 человек и 17 ранено. Локализовать пожар удалось за 10 минут. Размеры пробоины в палубе превышали 40 м². Через 16 минут подводная лодка I-56 торпедировала авианосец. При этом СЭУ корабля не пострадала (корабль ушел на ремонт в США своим ходом). Менее чем через час, соединение вновь было атаковано, один из прорвавшихся самолётов врезался в «Суони» — проделав дыру в полётной палубе (около 10 м²), его бомбы взорвались в ангаре. Погибло 71 человек, 82 ранено. Но через 2 часа полёты с авианосца были возобновлены. 26 октября камикадзе вновь достал «Суони». «Зеро» врезался в лифт для подъёма самолётов, в носовой части корабля. Возникший пожар уничтожил 10 самолётов, погибло 143 человека, 102 было ранено. Хотя авианосец потерял свыше 400 человек (из 1100 в экипаже) он продолжал действовать.
После перевооружения типичная авиагруппа — 22 истребителя F6F «Хэлкэта» и 9 бомбардировщиков-торпедоносцев TBM «Эвенджер». Все четыре авианосца участвовали в поддержке высадки на Окинаве ОГ 58.1 (контр адмирал К. Т. Дерджин). При этом только на «Сангамоне» была группа ночных истребителей F6F-5N.
Вечером 4 мая 1945 года, недалеко от Окинавы, американские истребители во время патрулирования перехватили группу из 11 японских самолётов. 3 машины прорвались к авианосцам, один камикадзе врезался в «Сангамон», на нём погибло 11 человек и 21 был тяжело ранен, при этом 25 числились пропавшими без вести. Эсминец «Хадсон» чтобы снять раненых подошел к борту «Сангамона», при этом свес полётной палубы снес часть надстройки эсминца, причинив тяжелые повреждения. Кроме того, с авианосца столкнули горящий самолёт, который упал на глубинные бомбы на эсминце — последовал взрыв. И хотя оба корабля остались на плаву, «Сангамон» решили больше не восстанавливать. За эти сутки на авианосце погибло 84 человека и 116 были ранены.
В мае 1945 7-й флот проводил высадку на остров Борнео (в его составе не было авианосцев). Так как авиация берегового базирования не справилась с поставленными задачами, в район острова срочно перебросили эскортные авианосцы, среди них был «Суони». 19 июня 1945 его авиагруппа потопила японскую подводную лодку I-184.

## После войны
«Шенанго», «Сенти» и «Суони» после длительного периода нахождения в резерве в июне 1955 были переделаны в эскортные вертолётоносцы CVHE-28, CVHE-29 и CVHE-27 соответственно.
| Название                  | Sangamon                                               | Suwannee                                               | Chenango                                           | Santee                                             |
| ------------------------- | ------------------------------------------------------ | ------------------------------------------------------ | -------------------------------------------------- | -------------------------------------------------- |
| Тактический номер         | CVE-26                                                 | CVE-27                                                 | CVE-28                                             | CVE-29                                             |
| Верфь                     | Federal S.B. &D.D.Co. «Федерал Шипбилдинг Док» в Керни | Federal S.B. &D.D.Co. «Федерал Шипбилдинг Док» в Керни | Sun S.B. &D.D.Co. «Сан Шипбилдинг Групп» в Честере | Sun S.B. &D.D.Co. «Сан Шипбилдинг Групп» в Честере |
| Имя танкера               | Esso Trenton                                           | Markay                                                 | Esso New Orlean                                    | Seakay                                             |
| Тактический номер танкера | АО-28                                                  | AO-33                                                  | AO-31                                              | AO-29                                              |
| спуск на воду             | 4 ноября 1939                                          | 4 апреля 1940                                          | 10 июля 1938                                       | 4 марта 1939                                       |
| перестраивался на верфи   | Newport News                                           | Newport News                                           | Bethlehem                                          | верфь ВМС в Норфолке                               |
| Завершение перестройки    | 25 августа 1942                                        | 24 сентября 1942                                       | 19 сентября 1942                                   | 24 августа 1942                                    |
| выведен в резерв          | -                                                      | 28 октября 1946                                        | 14 июля 1946                                       | 21 октября 1946                                    |
| исключен из списков       | 24 октября 1945                                        | 1 март 1959                                            | 1 март 1959                                        | 1 март 1959                                        |